# Dekanat Baranówka
Dekanat Baranówka – jeden z 11 dekanatów katolickich w diecezji kijowsko-żytomierskiej na Ukrainie.

## Parafia
- Baranówka - Parafia św. Stanisława B. M.
- Dowbysz -  Sanktuarium Matki Bożej Fatimskiej
- Czerwonoarmiejsk - Parafia św. Jana Nepomucena
- Jawne - Parafia Matki Bożej Częstochowskiej
- Jałyszów - Parafia św. Józefa
- Kamienny Brod (Кам'яний Брід) - Parafia św. Teresy od Dzieciątka Jezus
- Koszelówka - Parafia Zesłania Ducha Świętego
- Marianówka (Мар'янівка) - Parafia św. Franciszka z Asyża
- Nowy Zakład - Parafia Niepokalanego Poczęcia Najświętszej Maryi Panny
- Pierszotrawieńsk (Першотравенськ) - Parafia Najświętszej Maryi Panny Królowej Różańca św.
- Polanka - Parafia Najświętszej Maryi Panny z Góry Karmel
- Radziecka Bolarka - Parafia św. Augustyna
- Tetiórka - Parafia Wszystkich Świętych
- Zielone Dąbrowa - Parafia św. Jozafata